# Campeonato Europeo Femenino Sub-19 de la UEFA 2020
El Campeonato Europeo Femenino Sub-19 de la UEFA 2020 fue la vigésima tercera vez que se celebra. La fase final se realizaría en Georgia.
La primera fase de clasificación comenzó el 10 de octubre de 2019. 
El torneo final estaba programado originalmente para jugarse entre el 21 de julio y el 2 de agosto de 2020, pero debido a la pandemia de COVID-19, la UEFA anunció el 1 de abril de 2020 que el torneo había sido cancelado.

## Primera Fase de Clasificación
Cuarenta y ocho equipos participaron de esta ronda. Hubo doce grupos de cuatro equipos cada uno. Los doce primeros y segundos lugares de cada grupo avanzarán a la segunda fase de clasificación junto a los cuatro mejores terceros, con un total de 28 selecciones. La fase final del torneo, estaría compuesta por ocho conjuntos. Georgia pasó directamente a la etapa final por ser la anfitriona.

## Sorteo
El sorteo se realizó el 23 de noviembre de 2018 en Nyon, Suiza.

### Grupo 1
País anfitrión: Macedonia del Norte
| Equipo              | Pts | PJ | PG | PE | PP | GF | GC | Dif |
| ------------------- | --- | -- | -- | -- | -- | -- | -- | --- |
| Francia             | 9   | 3  | 3  | 0  | 0  | 23 | 0  | +23 |
| Eslovaquia          | 4   | 3  | 1  | 1  | 1  | 7  | 7  | 0   |
| Rumania             | 4   | 3  | 1  | 1  | 1  | 4  | 8  | -4  |
| Macedonia del Norte | 0   | 3  | 0  | 0  | 3  | 0  | 19 | -19 |

| 1 de octubre de 2019, 11:00 | Rumania            | 1:1 (0:1) | Eslovaquia     | FFM Training Centre, Skopie |                           |
|                             | - Tatar 81' (pen.) | Reporte   | - 32' Panáková | Árbitra: Liudmyla Telbukh   | Árbitra: Liudmyla Telbukh |

| 1 de octubre de 2019, 15:30 | Francia | 10:0 (2:0) | Macedonia del Norte | FFM Training Centre, Skopie |                         |
|                             | - Mbakem-Niaro 11' - Chapelle 13', 64', 90+1' - Hamidou 47' - Diaby 51', 69' - Eninger 62' (pen.) - Zahot 71' - Ould Hocine 83' | Reporte    |                     | Árbitra: Meitar Shemesh     | Árbitra: Meitar Shemesh |

| 4 de octubre de 2019, 11:00 | Francia                                                                              | 7:0 (3:0) | Rumania | FFM Training Centre, Skopie |                    |
|                             | - Eninger 26' - Hocine 36' - Vagre 43' - Coquard 74', 90+1' - Zahot 80' - Peneau 83' | Reporte   |         | Árbitra: Lois Otte          | Árbitra: Lois Otte |

| 4 de octubre de 2019, 15:30 | Eslovaquia                                                                            | 6:0 (2:0) | Macedonia del Norte | FFM Training Centre, Skopie |                           |
|                             | - Kollárová 13' - Tipulová 33' - Kaláberová 58' (pen.), 74' - Semanová 72' - Nagy 76' | Reporte   |                     | Árbitra: Liudmyla Telbukh   | Árbitra: Liudmyla Telbukh |

| 7 de octubre de 2019, 11:00 | Eslovaquia | 0:6 (0:3) | Francia                                                             | FFM Training Centre, Skopie |                    |
|                             |            | Reporte   | - 16' Chapelle - 34', 75' Mbakem-Niaro - 42', 62' Zahot - 65' Diaby | Árbitra: Lois Otte          | Árbitra: Lois Otte |

| 7 de octubre de 2019, 11:00 | Macedonia del Norte | 0:3 (0:1) | Rumania                            | FFM Training Centre, Skopie |                         |
|                             |                     | Reporte   | - 6' Ienovan - 49' Beno - 77' Beno | Árbitra: Meitar Shemesh     | Árbitra: Meitar Shemesh |

### Grupo 2
País anfitrión: Finlandia
| Equipo          | Pts | PJ | PG | PE | PP | GF | GC | Dif |
| --------------- | --- | -- | -- | -- | -- | -- | -- | --- |
| Finlandia       | 9   | 3  | 3  | 0  | 0  | 25 | 0  | 25  |
| República Checa | 6   | 3  | 2  | 0  | 1  | 10 | 5  | 5   |
| Islas Feroe     | 3   | 3  | 1  | 0  | 2  | 1  | 16 | -15 |
| Lituania        | 0   | 3  | 0  | 0  | 3  | 0  | 15 | -15 |

| 2 de octubre de 2019, 16:00 | Finlandia                                                                                | 9:0 (7:0) | Lituania | Estadio Hietalahti, Vaasa, |                         |
|                             | - Siren 19', 39' - Vuorinen 24', 30', 34', 37' - Topra 43' - Karjalainen 71' - Lehto 90' | Reporte   |          | Árbitra: Viki De Cremer    | Árbitra: Viki De Cremer |

| 2 de octubre de 2019, 19:15 | Islas Feroe | 0:5 (0:3) | República Checa                                                  | Estadio Hietalahti, Vaasa, |                           |
|                             |             | Reporte   | - 23', 37', 63' Novotná - 26' (a.g.) Dal Henriksen - 79' Lišková | Árbitra: Yuliya Larionova  | Árbitra: Yuliya Larionova |

| 5 de octubre de 2019, 10:00 | República Checa                                                 | 5:0 (3:0) | Lituania | Estadio Hietalahti, Vaasa, |                           |
|                             | - Šubrtová 6', 45+5' (pen.), 66' - Cvrčková 38' - Novotná 90+2' | Reporte   |          | Árbitra: Yuliya Larionova  | Árbitra: Yuliya Larionova |

| 5 de octubre de 2019, 17:30 | Finlandia | 11:0 (3:0) | Islas Feroe | Estadio Hietalahti, Vaasa, |                           |
|                             | - Huhta 14', 27', 57' - Koivisto 19', 87' (pen.) - Kantanen 50', 61' - Siren 52' - Karjalainen 63', 78' - Lehto 65' | Reporte    |             | Árbitra: Volha Tsiareshka  | Árbitra: Volha Tsiareshka |

| 8 de octubre de 2019, 12:00 | República Checa | 0:5 (0:2) | Finlandia                                              | Estadio Hietalahti, Vaasa, |                           |
|                             |                 | Reporte   | - Kantanen 30' - Yang 35', 56' - Lehto 63' - Huhta 77' | Árbitra: Volha Tsiareshka  | Árbitra: Volha Tsiareshka |

| 8 de octubre de 2019, 12:00 | Lituania | 0:1 (0:0) | Islas Feroe         | OmaSP Stadion, Seinäjoki, |                         |
|                             |          | Reporte   | - Tórolvsdóttir 90' | Árbitra: Viki De Cremer   | Árbitra: Viki De Cremer |

### Grupo 3
País anfitrión: Portugal
| Equipo     | Pts | PJ | PG | PE | PP | GF | GC | Dif |
| ---------- | --- | -- | -- | -- | -- | -- | -- | --- |
| Alemania   | 9   | 3  | 3  | 0  | 0  | 18 | 1  | 17  |
| Portugal   | 6   | 3  | 2  | 0  | 1  | 16 | 4  | 12  |
| Azerbaiyán | 3   | 3  | 1  | 0  | 2  | 1  | 12 | -11 |
| Albania    | 0   | 3  | 0  | 0  | 3  | 0  | 18 | -18 |

| 2 de octubre de 2019, 15:00 | Azerbaiyán | 0:6 (0:4) | Portugal                                                      | Sports Center CF Fão, Fão, |                      |
|                             |            | Reporte   | - 13', 31', 35', 64' Encarnação - 20' Pintassilgo - 65' Teles | Árbitra: Tanja Racic       | Árbitra: Tanja Racic |

| 2 de octubre de 2019, 17:00 | Alemania                                                                        | 8:0 (5:0) | Albania | Municipal, Fafe,           |                            |
|                             | - Corley 6' - Fuso 10', 39' - Fudalla 23', 68', 84' - Wimmer 25' - Weidauer 70' | Reporte   |         | Árbitra: Ioanna Allayiotou | Árbitra: Ioanna Allayiotou |

| 5 de octubre de 2019, 15:00 | Alemania                                                                  | 6:0 (2:0) | Azerbaiyán | Cidade Desportiva, Braga, |                       |
|                             | - Weidauer 15', 20' - Berning 46' - Fudalla 59' - Köster 65' - Corley 77' | Reporte   |            | Árbitra: Sabina Bolić     | Árbitra: Sabina Bolić |

| 5 de octubre de 2019, 17:00 | Portugal | 9:0 (6:0) | Albania | Parque Municipal, Fafe, |                      |
|                             | - Nazareth 1', 45+4' - Ferreira 8', 21' - Pintassilgo 33', 44' - Barbosa 60' - Albuquerque 75' (pen.) - Teles 84' | Reporte   |         | Árbitra: Tanja Racic    | Árbitra: Tanja Racic |

| 8 de octubre de 2019, 12:00 | Portugal              | 1:4 (0:3) | Alemania                                            | Complexo Desportivo, Fão, |                       |
|                             | - Andreia Jacinto 62' | Reporte   | - Fuso 12' - Weidauer 18' - Fudalla 41', 60' (pen.) | Árbitra: Sabina Bolić     | Árbitra: Sabina Bolić |

| 8 de octubre de 2019, 12:00 | Albania | 0:1 (0:0) | Azerbaiyán | Cidade Desportiva, Braga,  |                            |
|                             |         | Reporte   | - Deli 73' | Árbitra: Ioanna Allayiotou | Árbitra: Ioanna Allayiotou |

### Grupo 4
País anfitrión: Polonia
| Equipo   | Pts | PJ | PG | PE | PP | GF | GC | Dif |
| -------- | --- | -- | -- | -- | -- | -- | -- | --- |
| Escocia  | 7   | 3  | 2  | 1  | 0  | 5  | 0  | +5  |
| Polonia  | 6   | 3  | 2  | 0  | 1  | 7  | 1  | +6  |
| Croacia  | 2   | 3  | 0  | 2  | 1  | 0  | 2  | -2  |
| Bulgaria | 1   | 3  | 0  | 1  | 2  | 0  | 9  | -9  |

| 2 de octubre de 2019, 17:00 | Escocia                                             | 4:0 (1:0) | Bulgaria | GIEKSA Arena, Bełchatów, |                         |
|                             | - Moore 26' - McGowan 49' - Scott 66' - Maughan 76' | Reporte   |          | Árbitra: Ifeoma Kulmala  | Árbitra: Ifeoma Kulmala |

| 2 de octubre de 2019, 17:00 | Croacia | 0:2 (0:0) | Polonia                                      | Stadion MOSiR Sieradz, Sieradz |                          |
|                             |         | Reporte   | - 72' (a.g.) Šabašov - 90+5' (pen.) Tomasiak | Árbitra: Chryso Georgiou       | Árbitra: Chryso Georgiou |

| 5 de octubre de 2019, 16:00 | Escocia | 0:0     | Croacia | Stadion MOSiR Sieradz, Sieradz |                        |
|                             |         | Reporte |         | Árbitra: Frida Nielsen         | Árbitra: Frida Nielsen |

| 5 de octubre de 2019, 16:00 | Polonia                                                            | 5:0 (2:0) | Bulgaria | GIEKSA Arena, Bełchatów  |                          |
|                             | - Tomasiak 13' - Padilla-Bidas 15', 68' - Brzęczek 55' - Kozak 78' | Reporte   |          | Árbitra: Chryso Georgiou | Árbitra: Chryso Georgiou |

| 8 de octubre de 2019, 15:00 | Polonia | 0:1 (0:1) | Escocia    | Stadion Widzewa, Łódź  |                        |
|                             |         | Reporte   | - 9' Smith | Árbitra: Frida Nielsen | Árbitra: Frida Nielsen |

| 8 de octubre de 2019, 15:00 | Bulgaria | 0:0     | Croacia | Stadion MOSiR Sieradz, Sieradz |                         |
|                             |          | Reporte |         | Árbitra: Ifeoma Kulmala        | Árbitra: Ifeoma Kulmala |

### Grupo 5
País anfitrión: Irlanda del Norte
| Equipo            | Pts | PJ | PG | PE | PP | GF | GC | Dif |
| ----------------- | --- | -- | -- | -- | -- | -- | -- | --- |
| Noruega           | 9   | 3  | 3  | 0  | 0  | 26 | 0  | +26 |
| Irlanda del Norte | 6   | 3  | 2  | 0  | 1  | 7  | 7  | 0   |
| Gales             | 3   | 3  | 1  | 0  | 2  | 3  | 12 | -9  |
| Moldavia          | 0   | 3  | 0  | 0  | 3  | 0  | 17 | -17 |

| 2 de octubre de 2019 | Noruega                                                                                         | 8:0 (2:0) | Moldavia | Stangmore Park, Dungannon |                         |
|                      | - Ildhusøy 3', 61' - Harviken 45' - Revees 65' - Hegg 74', 83' - Mellemstrand 85' - Terland 86' | Reporte   |          | Árbitra: Victoria Beyer   | Árbitra: Victoria Beyer |

| 2 de octubre de 2019 | Gales | 0:1 (0:0) | Irlanda del Norte | Shamrock Park, Portadown |                         |
|                      |       | Reporte   | - 73' Rea         | Árbitra: Ivana Pejkovic  | Árbitra: Ivana Pejkovic |

| 5 de octubre de 2019 | Noruega | 11:0 (2:0) | Gales | Shamrock Park, Portadown |                        |
|                      | - Østenstad 27' - Ildhusøy 43', 69', 90+4' (pen.) - Terland 53' - Hegg 55', 82' - Gashi 57', 74' - Revees 83' - Joramo 85' | Reporte    |       | Árbitra: Maria Marotta   | Árbitra: Maria Marotta |

| 5 de octubre de 2019 | Irlanda del Norte                                                                         | 6:0 (2:0) | Moldavia | The Showgrounds, Ballymena |                         |
|                      | - 24' Collighan - 29' McGuinness - 58' Smyth - 70' McKenna - 78' Burrows - 90+4' Finnegan | Reporte   |          | Árbitra: Ivana Pejkovic    | Árbitra: Ivana Pejkovic |

| 8 de octubre de 2019 | Irlanda del Norte | 0:7 (0:2) | Noruega                                                                                           | Seaview, Belfast       |                        |
|                      |                   | Reporte   | - 6' Gashi - 22' Harviken - 48' Lillegård - 52' Terland - 59' Ildhusøy - 74', 89' (pen.) Blakstad | Árbitra: Maria Marotta | Árbitra: Maria Marotta |

| 8 de octubre de 2019 | Moldavia | 0:3 (0:0) | Gales                               | Solitude, Belfast       |                         |
|                      |          | Reporte   | - 52', 54' Rogers - 90+4' Griffiths | Árbitra: Victoria Beyer | Árbitra: Victoria Beyer |

### Grupo 6
País anfitrión: Austria
| Equipo  | Pts | PJ | PG | PE | PP | GF | GC | Dif |
| ------- | --- | -- | -- | -- | -- | -- | -- | --- |
| Suiza   | 9   | 3  | 3  | 0  | 0  | 9  | 0  | +9  |
| Austria | 6   | 3  | 2  | 0  | 1  | 8  | 1  | +7  |
| Israel  | 3   | 3  | 1  | 0  | 2  | 5  | 4  | +1  |
| Letonia | 0   | 3  | 0  | 0  | 3  | 1  | 18 | -17 |

| 1 de octubre de 2019, 11:00 | Suiza                                                                | 7:0 (5:0) | Letonia | DANA Arena, Windischgarsten |                             |
|                             | - Fölmli 19', 42' - Xhemaili 26', 28', 29' - Kadriu 52' - Bohner 70' | Reporte   |         | Árbitra: Jurgita Mačikunytė | Árbitra: Jurgita Mačikunytė |

| 1 de octubre de 2019, 16:00 | Israel | 0:2 (0:1) | Austria                  | HF Stadium, Bad Wimsbach-Neydharting |                          |
|                             |        | Reporte   | - 32', 86' Wienerroither | Árbitra: Karoline Wacker             | Árbitra: Karoline Wacker |

| 4 de octubre de 2019, 11:00 | Suiza        | 1:0 (0:0) | Israel | HF Stadium, Bad Wimsbach-Neydharting    |                                         |
|                             | - Fölmli 67' | Reporte   |        | Árbitra: María Dolores Martinez Madrona | Árbitra: María Dolores Martinez Madrona |

| 4 de octubre de 2019, 16:00 | Austria                                                                                        | 6:0 (2:0) | Letonia | DANA Arena, Windischgarsten |                          |
|                             | - Hillebrand 14' - Degen 25' - Wienerroither 47' - Mittermair 59' - Plattner 79' - Brunold 84' | Reporte   |         | Árbitra: Karoline Wacker    | Árbitra: Karoline Wacker |

| 7 de octubre de 2019, 17:00 | Austria | 0:1 (0:1) | Suiza       | HF Stadium, Bad Wimsbach-Neydharting    |                                         |
|                             |         | Reporte   | - 29' Iseni | Árbitra: María Dolores Martìnez Madrona | Árbitra: María Dolores Martìnez Madrona |

| 7 de octubre de 2019, 17:00 | Letonia        | 1:5 (0:1) | Israel                                                                       | DANA Arena, Windischgarsten |                             |
|                             | - Krasnova 88' | Reporte   | - 2' Selimhodzic - 50' (pen.), 60' Faingezicht - 61' Kuznezov - 72' Polishuk | Árbitra: Jurgita Mačikunytė | Árbitra: Jurgita Mačikunytė |

### Grupo 7
País anfitrión: Islandia
| Equipo     | Pts | PJ | PG | PE | PP | GF | GC | Dif |
| ---------- | --- | -- | -- | -- | -- | -- | -- | --- |
| España     | 9   | 3  | 3  | 0  | 0  | 22 | 0  | +22 |
| Islandia   | 6   | 3  | 2  | 0  | 1  | 13 | 3  | +10 |
| Grecia     | 3   | 3  | 1  | 0  | 2  | 8  | 11 | -3  |
| Kazajistán | 0   | 3  | 0  | 0  | 3  | 0  | 29 | -29 |

| 2 de octubre de 2019 | España | 14:0 (6:0) | Kazajistán | Hlíðarendi, Reikiavik        |                              |
|                      | - Navarro 20', 25', 68' (pen.) - Martinez Salinas 24' - Salvador 31', 34', 52' - Nevado Gómez 45+3' (pen.) - Fernàndez 47' - Marin Martin 63' - López 70' (pen.), 78' - Ruiz Gámez 79', 84' | Reporte    |            | Árbitra: Marina Aufschnaiter | Árbitra: Marina Aufschnaiter |

| 2 de octubre de 2019 | Grecia | 0:6 (0:3) | Islandia                                                                                                | Víkingsvöllur, Reikiavik    |                             |
|                      |        | Reporte   | - Hálfdánardóttir 2' - Vilhjálmsdóttir 9' (pen.) - Ásþórsdóttir 32' - Jónsdóttir 53', 75' - Boama 90+2' | Árbitra: Lizzy Van Der Helm | Árbitra: Lizzy Van Der Helm |

| 5 de octubre de 2019 | España                                                                                   | 5:0 (2:0) | Grecia | Víkingsvöllur, Reikiavik |                        |
|                      | - Martinez Salinas 34' - Hernández 45+1' - Ruiz Gámez 56' - Marin Martin 59' (pen.), 82' | Reporte   |        | Árbitra: Lucie Šulcová   | Árbitra: Lucie Šulcová |

| 5 de octubre de 2019 | Islandia | 7:0 (2:0) | Kazajistán | Fylkisvöllur, Reikiavik     |                             |
|                      | - Georgsdóttir 5' - Hermannsdóttir 9', 69' - Ásþórsdóttir 54' - Sigurgeirsdóttir 60' - Jónsdóttir 61' - Thórdardóttir 74' | Reporte   |            | Árbitra: Lizzy Van Der Helm | Árbitra: Lizzy Van Der Helm |

| 8 de octubre de 2019 | Islandia | 0:3 (0:1) | España                                            | Hlíðarendi, Reikiavik  |                        |
|                      |          | Reporte   | - 43' Martinez Salinas - 64' Peña - 90+6' Navarro | Árbitra: Lucie Šulcová | Árbitra: Lucie Šulcová |

| 8 de octubre de 2019 | Kazajistán | 0:8 (0:3) | Grecia                                                                                           | Fylkisvöllur, Reikiavik      |                              |
|                      |            | Reporte   | - 15' Prifti - 25' (pen.), 62' Mikrouli - 29', 55' Voila - 60' Pachaki - 69' Saich - 85' Gatoudi | Árbitra: Marina Aufschnaiter | Árbitra: Marina Aufschnaiter |

### Grupo 8
País anfitrión: Italia
| Equipo    | Pts | PJ | PG | PE | PP | GF | GC | Dif |
| --------- | --- | -- | -- | -- | -- | -- | -- | --- |
| Rusia     | 9   | 3  | 3  | 0  | 0  | 12 | 0  | +12 |
| Italia    | 6   | 3  | 2  | 0  | 1  | 8  | 2  | +6  |
| Eslovenia | 3   | 3  | 1  | 0  | 2  | 6  | 8  | -2  |
| Estonia   | 0   | 3  | 0  | 0  | 3  | 0  | 16 | -16 |

| 2 de octubre de 2019 | Eslovenia | 0:5 (0:2) | Rusia                                                        | Santi Tiezzi, Cortona  |                        |
|                      |           | Reporte   | - 24' Govor - 42', 69' Abdullina - 75' Kozik - 90+2' Brusova | Árbitra: Emilie Dokset | Árbitra: Emilie Dokset |

| 2 de octubre de 2019 | Italia                                                       | 5:0 (2:0) | Estonia | Artemio Franchi, Siena      |                             |
|                      | - Bragonzi 1', 50' - Anghileri 4' - Boglioni 54' - Landa 62' | Reporte   |         | Árbitra: Neslihan Muratdagi | Árbitra: Neslihan Muratdagi |

| 5 de octubre de 2019 | Rusia                                                                               | 6:0 (2:0) | Estonia | Santi Tiezzi, Cortona  |                        |
|                      | - Petrova 24' - Abdullina 42' (pen.) - Trenkina 50' - Kozik 59' - Lazareva 61', 84' | Reporte   |         | Árbitra: Emilie Dokset | Árbitra: Emilie Dokset |

| 5 de octubre de 2019 | Italia                                            | 3:1 (1:0) | Eslovenia     | Artemio Franchi, Siena  |                         |
|                      | - Silvioni 29' (pen.) - Anghileri 76' - Landa 78' | Reporte   | - 65' Milovič | Árbitra: Shona Shukrula | Árbitra: Shona Shukrula |

| 8 de octubre de 2019 | Rusia          | 1:0 (1:0) | Italia | Artemio Franchi, Siena  |                         |
|                      | - Lazareva 18' | Reporte   |        | Árbitra: Shona Shukrula | Árbitra: Shona Shukrula |

| 8 de octubre de 2019 | Estonia | 0:5 (0:1) | Eslovenia                                               | Santi Tiezzi, Cortona       |                             |
|                      |         | Reporte   | - 43' Milovič - 56' Potočnik - 65', 90', 90+5' Kastelec | Árbitra: Neslihan Muratdagi | Árbitra: Neslihan Muratdagi |

### Grupo 9
País anfitrión: Holanda
| Equipo       | Pts | PJ | PG | PE | PP | GF | GC | Dif |
| ------------ | --- | -- | -- | -- | -- | -- | -- | --- |
| Países Bajos | 9   | 3  | 3  | 0  | 0  | 19 | 1  | +18 |
| Irlanda      | 6   | 3  | 2  | 0  | 1  | 5  | 6  | -1  |
| Ucrania      | 3   | 3  | 1  | 0  | 2  | 4  | 8  | -4  |
| Montenegro   | 0   | 3  | 0  | 0  | 3  | 2  | 15 | -13 |

| 2 de octubre de 2019 | Ucrania | 0:2 (0:1) | Irlanda                  | Sportpark Zegersloot, Alphen aan den Rijn |                       |
|                      |         | Reporte   | - Ziu 34' - Slattery 61' | Árbitra: Sandra Strub                     | Árbitra: Sandra Strub |

| 2 de octubre de 2019 | Países Bajos                                                                                   | 9:0 (3:0) | Montenegro | Sportpark Juliana, 's-Gravenzande |                           |
|                      | - Tromp 16', 17', 57', 59', 82', 88' - van de Westeringh 42' - van de Velde 67' - Hendriks 86' | Reporte   |            | Árbitra: Jelena Cvetković         | Árbitra: Jelena Cvetković |

| 5 de octubre de 2019 | Irlanda                                          | 3:0 (3:0) | Montenegro | Sportpark Juliana, 's-Gravenzande |                       |
|                      | - McEvoy 7', 16' (pen.) - Miladinović 19' (a.g.) | Reporte   |            | Árbitra: Sandra Strub             | Árbitra: Sandra Strub |

| 5 de octubre de 2019 | Países Bajos                                              | 4:1 (2:0) | Ucrania        | Sportpark Zegersloot, Alphen aan den Rijn |                        |
|                      | - Grant 33' - Loonen 35' - Hilhorst 88' - Peddemors 90+4' | Reporte   | - 51' Veherych | Árbitra: Vesna Budimir                    | Árbitra: Vesna Budimir |

| 8 de octubre de 2019 | Irlanda | 0:6 (0:2) | Países Bajos                                                               | Sportpark Juliana, 's-Gravenzande |                        |
|                      |         | Reporte   | - 10' van Koot - 28', 57' Tromp - 51' Grant - 55' Foederer - 84' Peddemors | Árbitra: Vesna Budimir            | Árbitra: Vesna Budimir |

| 8 de octubre de 2019 | Montenegro                       | 2:3 (1:2) | Ucrania                                  | Sportpark Zegersloot, Alphen aan den Rijn |                           |
|                      | - Nađa 13' - Knežević 71' (pen.) | Reporte   | - 22' Nemets - 38' Kotiash - 58' Bilokur | Árbitra: Jelena Cvetković                 | Árbitra: Jelena Cvetković |

### Grupo 10
País anfitrión: Bosnia y Herzegovina
| Equipo               | Pts | PJ | PG | PE | PP | GF | GC | Dif |
| -------------------- | --- | -- | -- | -- | -- | -- | -- | --- |
| Bélgica              | 9   | 3  | 3  | 0  | 0  | 21 | 1  | +20 |
| Suecia               | 4   | 3  | 1  | 1  | 1  | 16 | 3  | +13 |
| Bosnia y Herzegovina | 4   | 3  | 1  | 1  | 1  | 6  | 5  | +1  |
| Armenia              | 0   | 3  | 0  | 0  | 3  | 0  | 34 | -34 |

| 2 de octubre de 2019 | Suecia | 14:0 (10:0) | Armenia | Stadium Etno Selo Stanisići, Bijeljina |                         |
|                      | - Olsson 2', 14', 30', 35', 37' - Ijeh 6', 45' - Lundkvist 8', 11' - Lang 25' - Vidlund 59', 90' - Bennison 67' - Andersson 89' | Reporte     |         | Árbitra: Marina Višnjić                | Árbitra: Marina Višnjić |

| 2 de octubre de 2019 | Bosnia y Herzegovina | 1:3 (1:1) | Bélgica                        | Stadium Etno Selo Stanisići, Bijeljina |                             |
|                      | - Krajšumović 29'    | Reporte   | - 45+1' Kees - 55', 68' Knapen | Árbitra: Cristina Trandafir            | Árbitra: Cristina Trandafir |

| 5 de octubre de 2019 | Bélgica | 17:0 (9:0) | Armenia | Stadium Etno Selo Stanisići, Bijeljina |                             |
|                      | - Petry 2', 10' - Geers 5', 90+1' - Galstyan 12' (a.g.), 20' (a.g.) - Meersman 14' - De Groote 35', 40' - Knapen 43' - Mertens 51' - Corbeels 68' - Buabadi 71', 85', 90+2' - Brackman 72' - Kees 90' (pen.) | Reporte    |         | Árbitra: Cristina Trandafir            | Árbitra: Cristina Trandafir |

| 5 de octubre de 2019 | Suecia                  | 2:2 (0:2) | Bosnia y Herzegovina            | Stadium Etno Selo Stanisići, Bijeljina |                          |
|                      | - Olsson 58' - Lang 61' | Reporte   | - 2' Krajnić - 15' (pen.) Husić | Árbitra: Angelika Soeder               | Árbitra: Angelika Soeder |

| 8 de octubre de 2019 | Bélgica           | 1:0 (1:0) | Suecia | Novi Gradski Stadion, Ugljevik |                          |
|                      | - De Groote 45+1' | Reporte   |        | Árbitra: Angelika Soeder       | Árbitra: Angelika Soeder |

| 8 de octubre de 2019 | Armenia | 0:3 (0:1) | Bosnia y Herzegovina                | Stadion Etno Selo Stanišići, Bijeljina |                         |
|                      |         | Reporte   | - 36' Hasić - 62' Zukić - 84' Husić | Árbitra: Marina Višnjić                | Árbitra: Marina Višnjić |

### Grupo 11
País anfitrión: Bielorrusia
| Equipo      | Pts | PJ | PG | PE | PP | GF | GC | Dif |
| ----------- | --- | -- | -- | -- | -- | -- | -- | --- |
| Inglaterra  | 9   | 3  | 3  | 0  | 0  | 17 | 0  | 17  |
| Serbia      | 6   | 3  | 2  | 0  | 1  | 9  | 7  | 2   |
| Bielorrusia | 3   | 3  | 1  | 0  | 2  | 7  | 7  | 0   |
| Chipre      | 0   | 3  | 0  | 0  | 3  | 0  | 19 | -19 |

| 2 de octubre de 2019 | Inglaterra                                                                                          | 8:0 (4:0) | Chipre | Estadio Spartak, Maguilov, |                         |
|                      | - Blanchard 2' - Park 12' (pen.), 25', 62' - Manders 31' - Bradley 78' - Salmon 90' - Roberts 90+2' | Reporte   |        | Árbitra: Kateryna Usova    | Árbitra: Kateryna Usova |

| 2 de octubre de 2019 | Bielorrusia  | 1:4 (0:2) | Serbia                                                | Estadio Spartak, Maguilov, |                            |
|                      | - Valyuk 84' | Reporte   | - 29' Stupar - 37', 69' Plavšić - 72' (pen.) Petrović | Árbitra: Michèle Schmölzer | Árbitra: Michèle Schmölzer |

| 5 de octubre de 2019 | Serbia                                                  | 5:0 (3:0) | Chipre | Estadio Spartak, Maguilov, |                            |
|                      | - Petrović 9', 17' (pen.) - Denda 38', 71' - Krstić 54' | Reporte   |        | Árbitra: Michèle Schmölzer | Árbitra: Michèle Schmölzer |

| 5 de octubre de 2019 | Inglaterra                   | 3:0 (0:0) | Bielorrusia | Estadio Spartak, Maguilov,        |                                   |
|                      | - Salmon 62', 64' - Park 90' | Reporte   |             | Árbitra: Zulema Gonzalez Gonzalez | Árbitra: Zulema Gonzalez Gonzalez |

| 8 de octubre de 2019 | Serbia | 0:6 (0:1) | Inglaterra                                                      | City Stadium, Orsha,              |                                   |
|                      |        | Reporte   | - 19' Manders - 57', 81', 87' Park - 69' Salmon - 84' Blanchard | Árbitra: Zulema Gonzalez Gonzalez | Árbitra: Zulema Gonzalez Gonzalez |

| 8 de octubre de 2019 | Chipre | 0:6 (0:2) | Bielorrusia                                                           | Spartak Stadium, Mogilev, |                         |
|                      |        | Reporte   | - 13', 90' Sidorchuk - 31' Tatarin - 53', 59' Tikhan - 67' Tikhvodova | Árbitra: Kateryna Usova   | Árbitra: Kateryna Usova |

### Grupo 12
País anfitrión: Turquía
| Equipo    | Pts | PJ | PG | PE | PP | GF | GC | Dif |
| --------- | --- | -- | -- | -- | -- | -- | -- | --- |
| Dinamarca | 7   | 3  | 2  | 1  | 0  | 14 | 0  | +14 |
| Hungría   | 7   | 3  | 2  | 1  | 0  | 8  | 1  | +7  |
| Turquía   | 1   | 3  | 0  | 1  | 2  | 2  | 10 | -8  |
| Kosovo    | 1   | 3  | 0  | 1  | 2  | 3  | 16 | -13 |

| 2 de octubre de 2019 | Dinamarca                                                                                         | 8:0 (4:0) | Kosovo | Complejo Deportivo Arslan Zeki Demirci, Manavgat |                             |
|                      | - Lundgaard 15', 21', 45+4', 55' - Bredgaard 29' - Møller Holdt 56' - Sundahl 62' - Rasmussen 80' | Reporte   |        | Árbitra: Irena Velevačkoska                      | Árbitra: Irena Velevačkoska |

| 2 de octubre de 2019 | Turquía | 0:2 (0:2) | Hungría            | Complejo Deportivo Arslan Zeki Demirci, Manavgat |                              |
|                      |         | Reporte   | - 26', 45' Pusztai | Árbitra: Anastasiya Romanyuk                     | Árbitra: Anastasiya Romanyuk |

| 5 de octubre de 2019 | Hungría                                               | 6:1 (2:1) | Kosovo          | Complejo Deportivo Arslan Zeki Demirci, Manavgat |                              |
|                      | - Pusztai 21', 82' - Bódai 24', 49', 80' - Stefán 88' | Reporte   | - 19' Emërllahu | Árbitra: Anastasiya Romanyuk                     | Árbitra: Anastasiya Romanyuk |

| 5 de octubre de 2019 | Dinamarca                                                                                         | 6:0 (4:0) | Turquía | Complejo Deportivo Arslan Zeki Demirci, Manavgat |                               |
|                      | - Møller Holdt 15' - Lundgaard 23' - Kartal 37' (a.g.) - Hasbo 45+1' - Rasmussen 61' - Kramer 70' | Reporte   |         | Árbitra: Graziella Pirriatore                    | Árbitra: Graziella Pirriatore |

| 8 de octubre de 2019 | Hungría | 0:0     | Dinamarca | Complejo Deportivo Arslan Zeki Demirci, Manavgat |                               |
|                      |         | Reporte |           | Árbitra: Graziella Pirriatore                    | Árbitra: Graziella Pirriatore |

| 8 de octubre de 2019 | Kosovo                    | 2:2 (1:1) | Turquía                | Complejo Deportivo Arslan Zeki Demirci, Manavgat |                             |
|                      | - Fejza 36' - Rexhepi 67' | Reporte   | - 3' Dülek - 90' Gürel | Árbitra: Irena Velevačkoska                      | Árbitra: Irena Velevačkoska |

### Ranking de los mejores terceros
Los cuatro mejores terceros de la primera fase clasifican a la Ronda Élite. Solo se tienen en cuenta los resultados de los equipos ubicados en tercer lugar frente a los equipos primero y segundo de su grupo.
| Pos. | Grupo | Equipo               | PJ | PG | PE | PP | GF | GC | DG  | Pts |
| ---- | ----- | -------------------- | -- | -- | -- | -- | -- | -- | --- | --- |
| 1    | 10    | Bosnia y Herzegovina | 2  | 0  | 1  | 1  | 3  | 5  | -2  | 1   |
| 2    | 4     | Croacia              | 2  | 0  | 1  | 1  | 0  | 2  | -2  | 1   |
| 3    | 1     | Rumania              | 2  | 0  | 1  | 1  | 1  | 8  | -7  | 1   |
| 4    | 6     | Israel               | 2  | 0  | 0  | 2  | 0  | 3  | -3  | 0   |
| 5    | 9     | Ucrania              | 2  | 0  | 0  | 2  | 1  | 6  | -5  | 0   |
| 6    | 11    | Bielorrusia          | 2  | 0  | 0  | 2  | 1  | 7  | -6  | 0   |
| 7    | 8     | Eslovenia            | 2  | 0  | 0  | 2  | 1  | 8  | -7  | 0   |
| 8    | 12    | Turquía              | 2  | 0  | 0  | 2  | 0  | 8  | -8  | 0   |
| 9    | 7     | Grecia               | 2  | 0  | 0  | 2  | 0  | 11 | -11 | 0   |
| 10   | 5     | Gales                | 2  | 0  | 0  | 2  | 0  | 12 | -12 | 0   |
| 11   | 3     | Azerbaiyán           | 2  | 0  | 0  | 2  | 0  | 12 | -12 | 0   |
| 12   | 2     | Islas Feroe          | 2  | 0  | 0  | 2  | 0  | 16 | -1  | 0   |

## Segunda Fase de Clasificación o Ronda Élite
Esta fase consta de siete grupos.
Los ganadores de cada grupo avanzaban a la ronda final, junto a la anfitriona Georgia.

## Sorteo
El sorteo se realizó el 29 de noviembre de 2019 en Nyon, Suiza.

### Grupo 1
País anfitrión: Países Bajos
| Equipo       | Pts | PJ | PG | PE | PP | GF | GC | Dif |
| ------------ | --- | -- | -- | -- | -- | -- | -- | --- |
| Países Bajos | 0   | 0  | 0  | 0  | 0  | 0  | 0  | 0   |
| Escocia      | 0   | 0  | 0  | 0  | 0  | 0  | 0  | 0   |
| Islandia     | 0   | 0  | 0  | 0  | 0  | 0  | 0  | 0   |
| Rumania      | 0   | 0  | 0  | 0  | 0  | 0  | 0  | 0   |

### Grupo 2
País anfitrión: Irlanda del Norte
| Equipo            | Pts | PJ | PG | PE | PP | GF | GC | Dif |
| ----------------- | --- | -- | -- | -- | -- | -- | -- | --- |
| Alemania          | 0   | 0  | 0  | 0  | 0  | 0  | 0  | 0   |
| Dinamarca         | 0   | 0  | 0  | 0  | 0  | 0  | 0  | 0   |
| Irlanda del Norte | 0   | 0  | 0  | 0  | 0  | 0  | 0  | 0   |
| Israel            | 0   | 0  | 0  | 0  | 0  | 0  | 0  | 0   |

### Grupo 3
País anfitrión: Suecia
| Equipo | Pts | PJ | PG | PE | PP | GF | GC | Dif |
| ------ | --- | -- | -- | -- | -- | -- | -- | --- |
| España | 0   | 0  | 0  | 0  | 0  | 0  | 0  | 0   |
| Suiza  | 0   | 0  | 0  | 0  | 0  | 0  | 0  | 0   |
| Serbia | 0   | 0  | 0  | 0  | 0  | 0  | 0  | 0   |
| Suecia | 0   | 0  | 0  | 0  | 0  | 0  | 0  | 0   |

### Grupo 4
País anfitrión: Croacia
| Equipo    | Pts | PJ | PG | PE | PP | GF | GC | Dif |
| --------- | --- | -- | -- | -- | -- | -- | -- | --- |
| Finlandia | 0   | 0  | 0  | 0  | 0  | 0  | 0  | 0   |
| Rusia     | 0   | 0  | 0  | 0  | 0  | 0  | 0  | 0   |
| Austria   | 0   | 0  | 0  | 0  | 0  | 0  | 0  | 0   |
| Croacia   | 0   | 0  | 0  | 0  | 0  | 0  | 0  | 0   |

### Grupo 5
País anfitrión: Portugal
| Equipo               | Pts | PJ | PG | PE | PP | GF | GC | Dif |
| -------------------- | --- | -- | -- | -- | -- | -- | -- | --- |
| Francia              | 0   | 0  | 0  | 0  | 0  | 0  | 0  | 0   |
| Portugal             | 0   | 0  | 0  | 0  | 0  | 0  | 0  | 0   |
| Italia               | 0   | 0  | 0  | 0  | 0  | 0  | 0  | 0   |
| Bosnia y Herzegovina | 0   | 0  | 0  | 0  | 0  | 0  | 0  | 0   |

### Grupo 6
País anfitrión: Polonia
| Equipo     | Pts | PJ | PG | PE | PP | GF | GC | Dif |
| ---------- | --- | -- | -- | -- | -- | -- | -- | --- |
| Bélgica    | 0   | 0  | 0  | 0  | 0  | 0  | 0  | 0   |
| Hungría    | 0   | 0  | 0  | 0  | 0  | 0  | 0  | 0   |
| Polonia    | 0   | 0  | 0  | 0  | 0  | 0  | 0  | 0   |
| Eslovaquia | 0   | 0  | 0  | 0  | 0  | 0  | 0  | 0   |

### Grupo 7
País anfitrión: República Checa
| Equipo          | Pts | PJ | PG | PE | PP | GF | GC | Dif |
| --------------- | --- | -- | -- | -- | -- | -- | -- | --- |
| Noruega         | 0   | 0  | 0  | 0  | 0  | 0  | 0  | 0   |
| Inglaterra      | 0   | 0  | 0  | 0  | 0  | 0  | 0  | 0   |
| República Checa | 0   | 0  | 0  | 0  | 0  | 0  | 0  | 0   |
| Irlanda         | 0   | 0  | 0  | 0  | 0  | 0  | 0  | 0   |

## Fase Final de Grupos
Por sexta vez el número de selecciones participantes pasaba de cuatro a ocho y se celebraba en Georgia en el 2020.
Quienes ocupaban el primer y segundo lugar de cada grupo clasificaban a la semifinal.

#### Grupo A
| Equipo | Pts | PJ | PG | PE | PP | GF | GC | Dif |
| ------ | --- | -- | -- | -- | -- | -- | -- | --- |
| A1     | 0   | 0  | 0  | 0  | 0  | 0  | 0  | 0   |
| A2     | 0   | 0  | 0  | 0  | 0  | 0  | 0  | 0   |
| A3     | 0   | 0  | 0  | 0  | 0  | 0  | 0  | 0   |
| A4     | 0   | 0  | 0  | 0  | 0  | 0  | 0  | 0   |

|  | A1 | vs. | A4 |  |  |

|  | A3 | vs. | A2 |  |  |

|  | A1 | vs. | A3 |  |  |

|  | A2 | vs. | A4 |  |  |

|  | A2 | vs. | A1 |  |  |

|  | A4 | vs. | A3 |  |  |

#### Grupo B
| Equipo | Pts | PJ | PG | PE | PP | GF | GC | Dif |
| ------ | --- | -- | -- | -- | -- | -- | -- | --- |
| A1     | 0   | 0  | 0  | 0  | 0  | 0  | 0  | 0   |
| A2     | 0   | 0  | 0  | 0  | 0  | 0  | 0  | 0   |
| A3     | 0   | 0  | 0  | 0  | 0  | 0  | 0  | 0   |
| A4     | 0   | 0  | 0  | 0  | 0  | 0  | 0  | 0   |

|  | A1 | vs. | A4 |  |  |

|  | A3 | vs. | A2 |  |  |

|  | A1 | vs. | A3 |  |  |

|  | A2 | vs. | A4 |  |  |

|  | A2 | vs. | A1 |  |  |

|  | A4 | vs. | A3 |  |  |

## Tabla semifinal y final
|  | Semifinales     | Semifinales |   |  | Final       | Final |  |
|  |                 |             |   |  |             |       |  |
|  | Fecha           |             |   |  |             |       |  |
|  | Semifinalista 1 | -           |   |  |             |       |  |
|  | Semifinalista 2 | -           |   |  |             |       |  |
|  |                 |             |   |  |             |       |  |
|  |                 |             |   |  | Fecha       |       |  |
|  |                 |             |   |  | Finalista 1 | -     |  |
|  |                 | Finalista 2 | - |  |             |       |  |
|  |                 |             |   |  |             |       |  |
|  |                 |             |   |  |             |       |  |
|  |                 |             |   |  |             |       |  |
|  | Fecha           |             |   |  |             |       |  |
|  | Semifinalista 3 | -           |   |  |             |       |  |
|  | Semifinalista 4 | -           |   |  |             |       |  |

### Semifinales
|  | A1 | vs. | A2 |  |  |

|  | A3 | vs. | A4 |  |  |

### Final
|  | A1 | vs. | A2 |  |  |